# Zaha Hadid

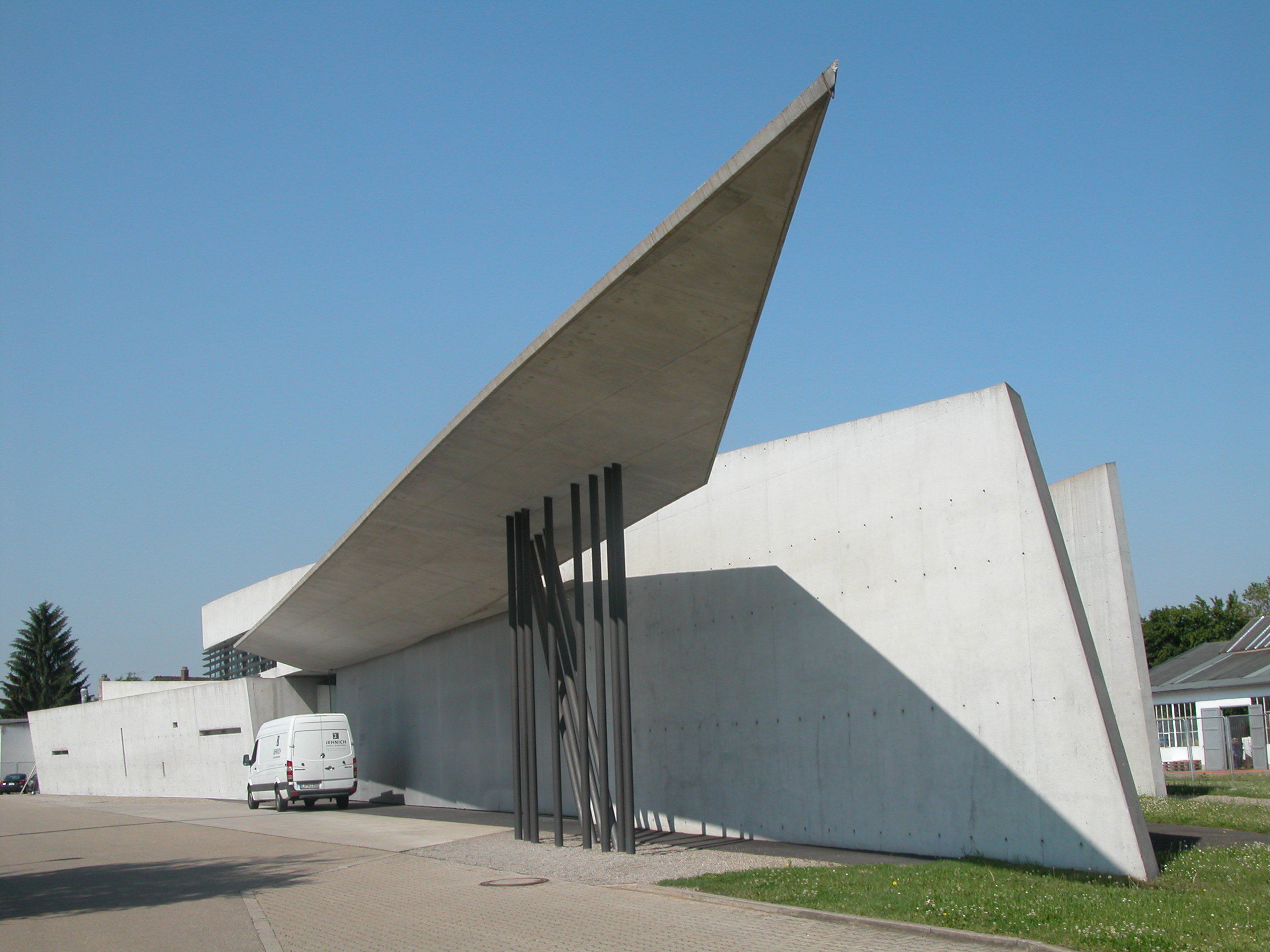
Gebouw voor de brandweer van Vitra.

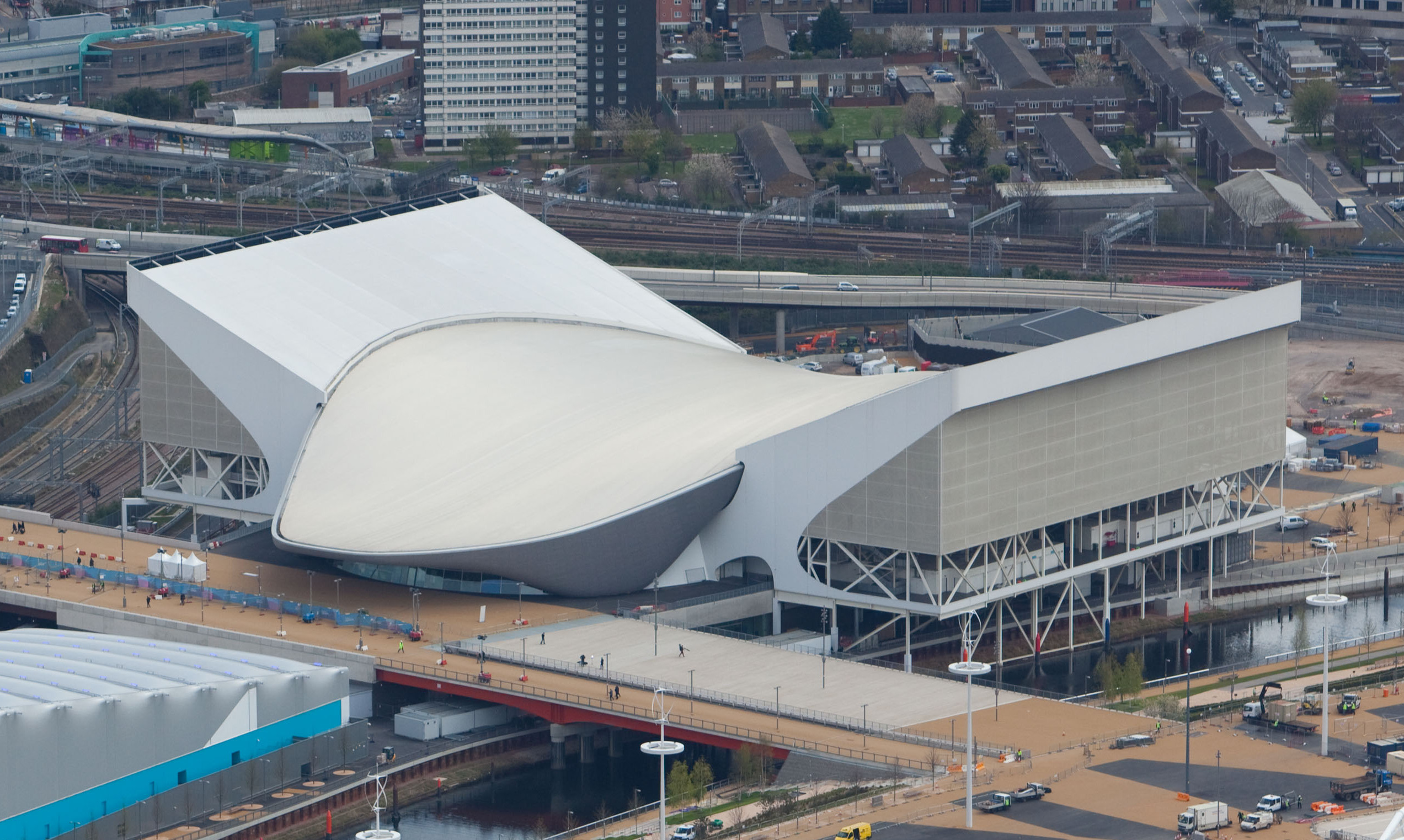
London Aquatics Centre.

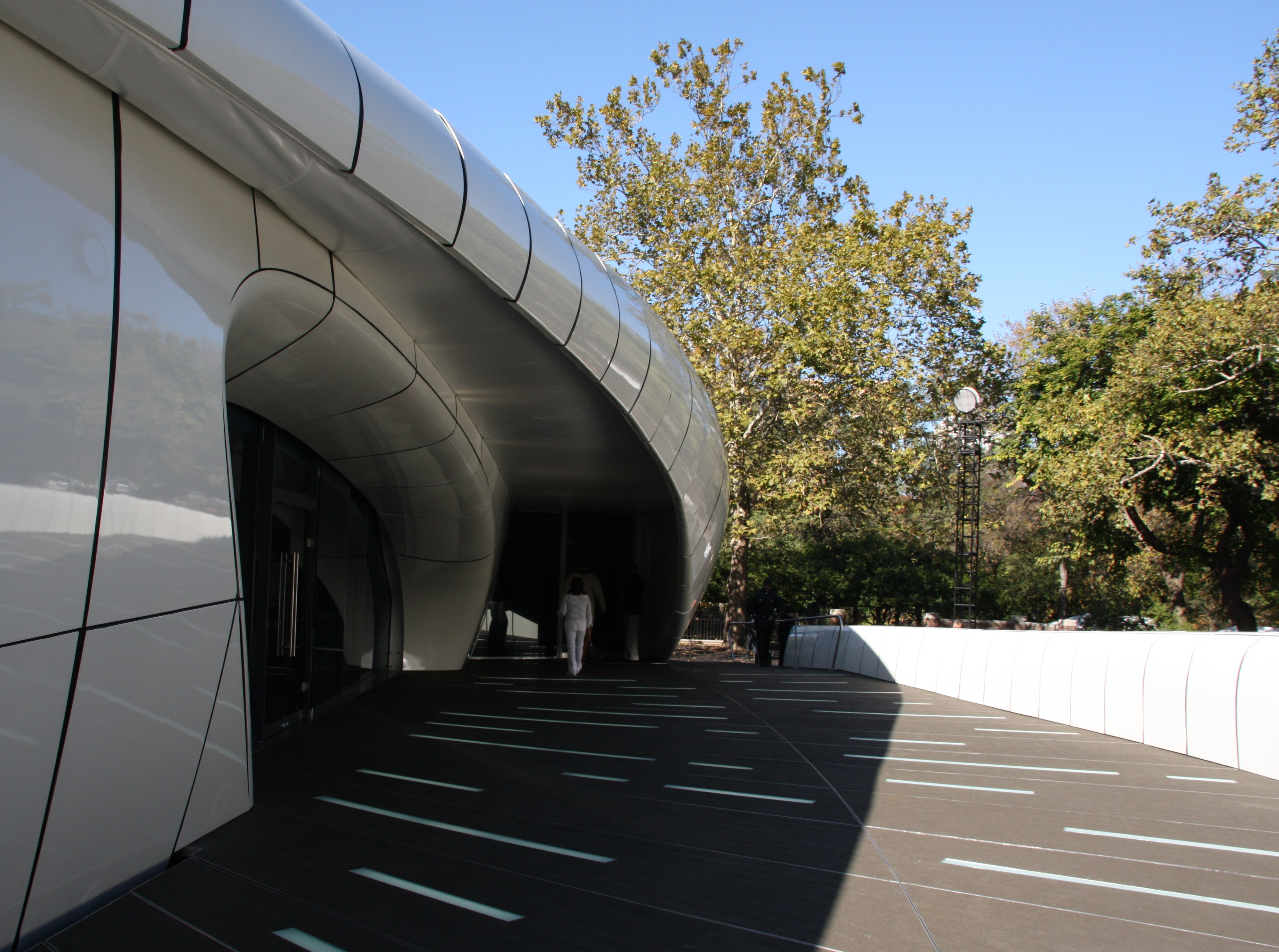
Het door Hadid ontworpen Chanel-paviljoen in het Central Park in New York.

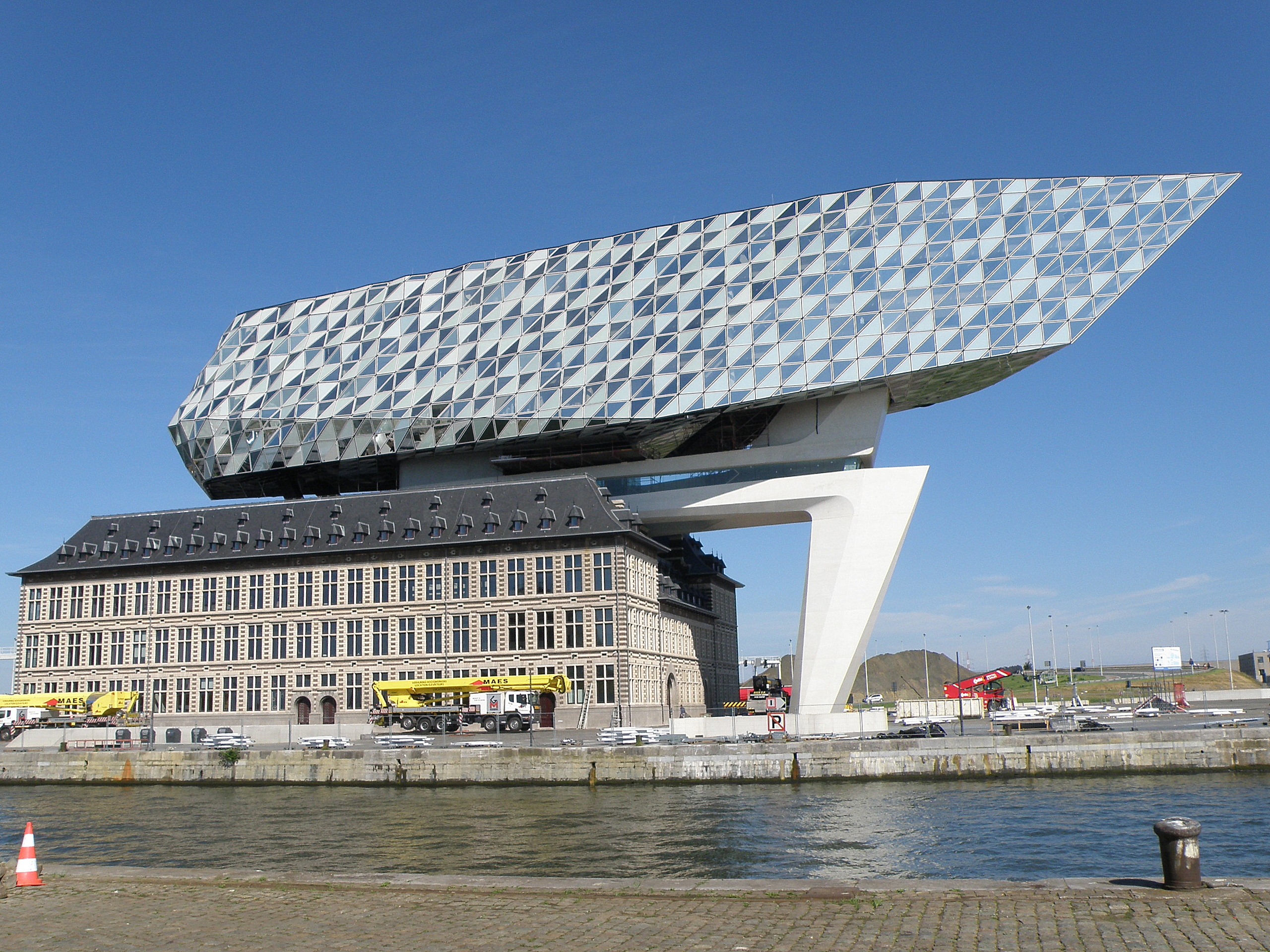
Het nieuwe Havenhuis te Antwerpen.

Zaha Mohammad Hadid (Bagdad, 31 oktober 1950 – Miami, 31 maart 2016), sinds 2012 Dame Zaha Hadid, was een Britse architecte van Irakese afkomst.

## Biografie
Hadid studeerde wiskunde aan de Amerikaanse universiteit in Beiroet en daarna architectuur aan de Architectural Association in Londen. Na haar afstuderen in 1977 werkte ze bij het Office for Metropolitan Architecture (OMA) van architect Rem Koolhaas. In die hoedanigheid werkte ze mee aan de uitbreiding van de Tweede Kamer in Den Haag. In 1979 begon ze haar eigen bureau. Haar ontwerpen van die tijd zijn in de deconstructivistische stijl. Hoekige meetkundige vlakken tuimelen er over elkaar heen geïnspireerd door het suprematisme van Malevitsj en El Lissitzky. Langzamerhand werd haar werk minder bruut en confronterend.
Van een sensueel lijnenspel in haar ontwerpen maakte de architecte daarna haar persoonlijke handtekening. Scherp afgelijnde vormen veranderden in gladde objecten en gebouwen met ronde welvingen. Ze behaalde vervolgens de beste score bij verschillende internationale prijsvragen. Deze bleven allemaal ongebouwd. Het leverde haar in het architectenmilieu bekendheid op waardoor zij in 1988 mee mocht doen aan de tentoonstelling Deconstructivist Architecture in het New Yorkse MoMA. Haar eerste belangrijke uitgevoerde ontwerp in Europa was in 1993 de brandweerkazerne op het fabrieksterrein van Vitra in Weil am Rhein. Haar internationaal palmares oogt vanaf dan ronduit indrukwekkend. In 2002 ontwierp en bouwde ze een skischans in Innsbruck, in 2003 volgde het Contemporary Arts Center in Cincinnati en in 2005 het Centrale Gebouw van de BMW-fabriek in Leipzig. Voor de Expo 2008 in Zaragoza ontwierp ze de Pabellón Puente. Die brug was een van de belangwekkendste gebouwen van die Wereldtentoonstelling die helemaal in het teken stond van het watermanagement. Voor de Olympische Zomerspelen 2012 te Londen ontwierp Hadid het Aquatics Centre. Verder ontwierp zij onder meer het Heydar Aliyev Cultureel Centrum in Bakoe in Azerbeidzjan, de Opera van Guangzhou, de Torre Generali in Milaan, het kunstmuseum MAXXI in Rome en de 700.000 m² grote terminal van de Daxing International Airport van Peking.
In België tekende ze het Havenhuis in Antwerpen, de hoofdzetel van het nieuwe havenbedrijf. Het is een gebouw in de vorm van de romp van een schip boven een oude geklasseerde brandweerkazerne en voorzien van een facetvormige oppervlakstructuur verwijzend naar de diamantstad Antwerpen. Verder tekende zij ook de plannen voor een nieuw maar niet uitgevoerd station van Heist aan de Belgische kust. In Nederland deed Hadid mee aan een wedstrijd voor de bouw van het Cultuurforum aan het Spui in Den Haag. In 1990 bouwde ze een van de paviljoenen voor What A Wonderful World! voor een tentoonstelling over videoclips in Groningen. Dit videopaviljoen getiteld 'A box of ideas' staat sinds 2008 op bedrijventerrein Fivelpoort in Appingedam.
Als industrieel vormgever ontwierp zij ook loungezetels, ergonomische kookeilanden, bouwbeslag, een conceptcar en damesschoenen. Voor de Amerikaanse kunsthandelaar Kenny Schachter bedacht zij een acht meter lange aerodynamische speedboot met asymmetrische vormen. Hadids bureau bedacht ook het decor voor een tournee van de Pet Shop Boys.
De architecte overleed op 31 maart 2016 aan een hartaanval. Ze verbleef op dat moment in een ziekenhuis in Miami voor een behandeling in verband met bronchitis. Zij was op dat moment tevens op werkbezoek bij haar laatste project, One Thousand Museum. Begin 2018 bezocht het PBS-programma Impossible Builds het gebouw in aanbouw en refereerde ernaar als de Scorpion Tower.

## Kritiek
De architecte was niet geheel onomstreden. Onder meer de bouw van het gebouw ter ere van de Azerbeidzjaanse president Hejdar Alijev die veroordeeld werd voor grove schending van de mensenrechten lag gevoelig. Ze kreeg ook kritiek te verduren voor haar betrokkenheid bij het bouwproject van het Al Janoubstadion in Qatar voor het Wereldkampioenschap voetbal 2022. Bouwvakkers zouden hier vaak in mensonterende omstandigheden moeten werken. Hadid ontkende dat het de taak van een architect was om zich met de arbeidsomstandigheden op een bouwproject bezig te houden. Ook de gebrekkige kostenbeheersing van haar projecten was in deze tijden van duurzaam beheer en bezuinigingen een doorn in het oog van menig opdrachtgever. Hierdoor haakten sommigen ook vroegtijdig af.

## Onderscheidingen
- 2004: Pritzker Prize, genoemd de Nobelprijs van de architectuur (als eerste vrouwelijke architecte)
- 2010 en 2011: Stirling Prize
- 2012: geridderd tot Dame Commander of the Order of the British Empire
- 2016: Royal Gold Medal van de Britse architectenorganisatie Royal Institute of British Architects (RIBA) voor haar gehele oeuvre (als eerste vrouwelijke architecte)
- 2016: Zaha Hadidplein, in Antwerpen werd het plein voor het door haar ontworpen nieuwe Havenhuis naar haar genoemd